# 돈을 갖고 튀어라 (1969년 영화)
《돈을 갖고 튀어라》(영어: Take the Money and Run)는 1969년 개봉한 미국의 모큐멘터리 범죄 코미디 영화이다. 우디 앨런이 감독, 공동 각본, 주연을 맡았다.

## 줄거리
버질 스타크웰의 이야기는 그를 알던 사람들과의 "자료 화면" 및 "인터뷰"를 사용하여 감옥 모큐멘터리 스타일을 패러디한다. 버질의 부모는 신분 노출을 꺼려 인터뷰 내내 그라우초 안경을 쓴다. 어릴 적 버질은 괴롭힘을 자주 당했고, 괴롭히는 아이들은 그의 안경을 빼앗아 바닥에 밟았다. 학교에서 그는 IQ 테스트에서 좋은 점수를 받았지만, 그의 선생님은 그가 만년필을 훔쳤을 때 도둑이 돌려줄 수 있도록 학급 전체에게 눈을 감으라고 지시했다고 말했다. 모두가 눈을 감았을 때, 버질은 펜을 돌려주었지만, 그 기회를 이용해 모든 소녀들을 "더듬었다".
성인이 된 버질은 서투르고 사회성이 떨어진다. 장갑차를 털기 위해 총을 훔쳤는데, 경비원과의 총격전 중에 그의 총이 담배 라이터임을 알게 된다. 체포된 버질은 총처럼 깎은 비누를 사용하여 감옥에서 탈출을 시도하지만, 그의 "총"은 비에 녹아버린다. 그는 2년 형을 추가로 선고받았지만, 실험용 백신을 접종하겠다고 자원한 후 보석으로 풀려났고, 그 후 잠시 초정통 유대인이 되었다.
가석방으로 풀려난 버질은 지역 애완동물 가게를 털려다가 고릴라에게 쫓겨 실패한다. 공원에서 그는 루이즈를 만난다. 버질은 15분 후 사랑에 빠져 결혼하고 싶었고, 30분 후에는 그녀의 지갑을 훔치려는 생각을 포기했다고 회상한다. 버질은 자동판매기에서 동전을 훔쳐( 폭력 탈옥 패러디) 니켈로 저녁 식사비를 낸다.
버질의 은행 강도 시도는 요구 쪽지에 적힌 그의 필체에 대한 논쟁으로 좌절된다. 계산원은 "I am pointing a 'gub' at you"가 무슨 뜻인지 묻고, 버질은 "gun"이라고 주장한다. 계산원의 상사는 "Abt natural"이 무슨 뜻인지 묻는다. 버질은 "act natural"이라고 주장한다. 12명이 넘는 은행 직원들이 쪽지를 해독하려고 하는 동안 경찰이 도착한다. 버질은 최고 보안 감옥에서 10년 형을 선고받는다. 그는 루이즈에게 총이 들어있는 케이크와 총알이 들어있는 초콜릿 쿠키 12개를 구워달라고 부탁한다(그녀는 그렇게 하지 않는다). 버질은 대규모 탈옥 계획에 참여하지만, 세탁소에서 모든 교도관 유니폼이 사라지자 경비원들은 의심을 품는다. 탈옥은 취소되었고, 버질은 유일하게 통보받지 못한 수감자였지만 어쨌든 탈출에 성공한다.
버질은 루이즈와 결혼하지만 가족을 부양하는 데 어려움을 겪는다. 그는 자신의 배경에 대해 거짓말을 하고 우편실에 고용된다. 나는 탈옥수를 패러디하여, 그는 동료 직원인 미스 블레어에게 협박을 당하고, 그녀는 그에게 연애 관계를 강요한다. 협박범을 죽이기로 결심한 그는 다이너마이트 막대기를 양초로 위장한다. 그는 차로 그녀를 치려 하지만, 그녀는 피한다. 그는 칼로 그녀를 찌르려 하지만, 실수로 칠면조 다리를 잡아 그것으로 그녀를 찌른다. 그녀는 마침내 "양초"에 불을 붙여 폭발한다.
다른 은행 강도는 두 번째 갱단도 은행을 털러 오면서 망쳐지고, 고객들은 다른 갱단이 은행을 터는 것을 선호한다고 투표한다. 버질은 연쇄 사슬 감옥에서 10년 형을 선고받고, 보험 판매원과 함께 독방에서 고문을 당한다. 나는 탈옥수를 패러디하여, 버질은 다른 죄수에게 자신의 조준이 쇠망치로 사슬을 부술 만큼 충분히 좋은지 묻는다. 그의 조준은 빗나가고 버질의 발이 대신 맞는다. 흑과 백 (1958년 영화)를 패러디하여, 버질과 두 명의 흑인 죄수를 포함한 5명의 다른 죄수들이 모두 사슬에 묶인 채 작업 중에 탈출을 시도한다. 흩어지려 하지만 멀리 가지 못한다. 그들은 노부인을 인질로 잡고, 경찰에게 자신들이 그녀의 사촌이라고 가장하도록 시키고, 서로 가까이 서서 일제히 움직여 사슬을 숨기려 한다. 그들은 경찰관을 쓰러뜨리고 탈출하여 루이즈와 함께 숨는다.
FBI 요원은 버질이 이제 경찰관이 된 옛 친구를 털려다가 다시 잡혔다고 말한다. 버질은 52건의 강도 혐의로 재판을 받고 800년 형을 선고받지만, "모범적인 행동으로 형기를 절반으로 줄일 수 있다"고 낙관적으로 추론한다. 마지막 장면에서 버질은 비누를 깎으면서 인터뷰어에게 밖에 비가 오는지 묻는다.

## 출연진
- 우디 앨런
- 재닛 마걸린
- 마셀 힐레어
- 재클린 하이드
- 로니 채프먼
- 잰 멀린
- 제임스 앤더슨
- 댄 프레이저
- 루이즈 래서

## 기타 제작진
- 협력 제작: 잭 그로스버그
- 미술: 프레드 하프먼
- 의상: 에릭 M. 혜믹